# Provo, Utah
Provo là tên một thành phố 118 000 dân ở tiểu bang Utah. Provo là trung tâm của Vùng đô thị Provo-Orem gồm khoảng 500 000 dân. Rộng hơn, Provo cũng được coi là thuộc vùng dân cư 2 500 000 nhân khẩu Wasatch Front (bao gồm thành phố Salt Lake, Provo, Odgen...). Provo còn được người dân ở Utah gọi bằng cái tên College Town (thị trấn đại học) do có sự hiện diện của đại học Brigham Young với hơn 30 000 sinh viên, số lượng bằng với một phần tư dân số của thành phố. Dân số ở Provo rất trẻ (nếu gặp 5 người ở Provo thì 1 người là sinh viên BYU), điều mà các số liệu thống kê không thể đề cập được, vì sinh viên của đại học Brigham Young không được coi là công dân Provo. Provo cũng là nơi Giáo hội Các Thánh hữu Ngày sau của Chúa Giêsu Kitô đặt trung tâm huấn luyện truyền giáo lớn nhất, ngay trong khuân viên của BYU.